# Cameron Dantzler
Cameron Dantzler Sr. (geboren am 3. September 1998 in Hammond, Louisiana) ist ein US-amerikanischer American-Football-Spieler auf der Position des Cornerbacks. Er spielte College Football für die Mississippi State University und stand von 2020 bis 2022 bei den Minnesota Vikings in der National Football League (NFL) unter Vertrag. Zurzeit spielt er für die Miami Dolphins.

## College
Dantzler besuchte die Saint Thomas Aquinas High School in seiner Heimatstadt Hammond in Louisiana, wo er als Quarterback und als Defensive Back spielte. Ab 2016 ging er auf die Mississippi State University, um College Football für die Mississippi State Bulldogs zu spielen. Zunächst legte er ein Redshirt-Jahr ein. Nach einem Jahr als Ersatzspieler, in dem er überwiegend als Safety eingesetzt wurde, spielte Dantzler zwei Jahre als Starter auf der Position des Cornerbacks. In seinem Sophomore-Jahr war er einer von vier Cornerbacks in seiner Conference, der keinen einzigen Touchdown bei einem Wurf in seine Richtung zuließ. Als Junior gelangen Dantzler zwei Interception, außerdem konnte er acht gegnerische Pässe verhindern. Am 6. Dezember 2019 gab Dantzler bekannt, dass er sich für den NFL Draft anmelden würde. Insgesamt bestritt er 35 Spiele für die Bulldogs, davon 22 als Starter, in denen er fünf Interceptions fangen sowie zwanzig gegnerische Pässe verteidigen konnte.

## NFL
Dantzler wurde im NFL Draft 2020 in der dritten Runde an 89. Stelle von den Minnesota Vikings ausgewählt. Damit war er nach Jeff Gladney der zweite Cornerback, den die Vikings in diesem Jahr auswählten. Zuvor hatten mit Xavier Rhodes, Trae Waynes und Mackensie Alexander drei Stammspieler auf der Position des Cornerbacks Minneapolis verlassen. Nach überzeugenden Leistungen in der Saisonvorbereitung gab Dantzler in Woche 1 sein Debüt als Starter für die Vikings. Wegen einer Rippenverletzung verpasste er die folgenden beiden Spiele. Am achten Spieltag verletzte sich Dantzler im Spiel gegen die Green Bay Packers am Hals und fiel daher erneut für zwei Spiele aus. Im Spiel gegen die Jacksonville Jaguars am 13. Spieltag konnte Dantzler einen Pass von Mike Glennon abfangen und verbuchte damit seine erste Interception in der NFL. Zudem entriss er Jaguars-Receiver Chris Conley einen Ball kurz nach dem Catch, womit er einen zweiten Turnover zugunsten der Vikings verursachen konnte.
Dantzler konnte im Trainingscamp 2021 nicht an seine Leistungen aus der Vorsaison anknüpfen und schaffte es hinter Patrick Peterson, Bashaud Breeland und Mackensie Alexander nicht in die Stammformation. Am ersten Spieltag wurde er nicht für den aktiven Kader nominiert, auch am zweiten Spieltag war er nur für die Special Teams vorgesehen, musste dann aber aufgrund von Verletzungen in der Defense einspringen. Durch den zwischenzeitlichen Ausfall von Peterson kehrte Dantzler ab dem achten Spieltag vorübergehend in die Stammformation zurück. Später wurde er infolge der Entlassung von Breeland erneut zum Starter.
In der Saison 2022 hatte Dantzler mit Verletzungen zu kämpfen und spielte in neun Partien als Starter. In der zweiten Saisonhälfte verlor er seinen Platz in der Stammformation an Duke Shelley. Am 10. März 2023 wurde Dantzler von den Vikings entlassen.
Daraufhin nahmen die Washington Commanders Dantzler über die Waiver-Liste unter Vertrag. Am 30. Mai 2023 wurde Dantzler schließlich auch von den Washington Commanders entlassen.
Am 7. Juni 2023 verpflichteten die Buffalo Bills Dantzler. Er wurde zu Beginn des Trainingscamps in der Saisonvorbereitung auf die Injured Reserve List gesetzt und einigte sich kurz darauf mit den Bills auf eine Auflösung seines Vertrags.
Am 22. August 2023 nahmen die Houston Texans Dantzler unter Vertrag. Von den Texans wurde er im Rahmen der Kaderverkleinerung auf 53 Spieler eine Woche später ebenfalls entlassen.
Am 20. September 2023 schloss Dantzler sich dem Practice Squad der New Orleans Saints an. Er kam in zwei Spielen in den Special Teams zum Einsatz. Am 1. Januar 2024 wurde Dantzler von den Saints entlassen.
Anschließend spielte Dantzler 2024 für die San Antonio Brahmas in der United Football League (UFL) und die Hamilton Tiger-Cats in der Canadian Football League (CFL) sowie 2025 für die Memphis Showboats in der UFL. Im August 2025 kehrte Dantzler in die NFL zurück und schloss sich den Miami Dolphins an.

### NFL-Statistiken
| Saison                             | Saison | Spiele | Spiele      | Tackles | Tackles | Tackles | Tackles | Interceptions | Interceptions | Interceptions | Interceptions | Interceptions | Fumbles | Fumbles | Fumbles |
| Jahr                               | Team   | Spiele | als Starter | Gesamt  | Solo    | Ast     | Sacks   | PD            | INT           | Yds           | Lng           | TD            | FF      | FR      | TD      |
| ---------------------------------- | ------ | ------ | ----------- | ------- | ------- | ------- | ------- | ------------- | ------------- | ------------- | ------------- | ------------- | ------- | ------- | ------- |
| 2020                               | MIN    | 11     | 10          | 46      | 36      | 10      | 0,0     | 4             | 2             | 0             | 0             | 0             | 1       | 1       | 0       |
| 2021                               | MIN    | 14     | 7           | 53      | 44      | 9       | 0,0     | 8             | 1             | 0             | 0             | 0             | 1       | 0       | 0       |
| 2022                               | MIN    | 10     | 9           | 50      | 45      | 5       | 0,0     | 5             | 0             | 0             | 0             | 0             | 1       | 1       | 0       |
| 2023                               | NO     | 2      | 0           | 0       | 0       | 0       | 0,0     | 0             | 0             | 0             | 0             | 0             | 1       | 1       | 0       |
| Gesamt                             | Gesamt | 37     | 26          | 149     | 125     | 24      | 0,0     | 17            | 3             | 0             | 0             | 0             | 3       | 2       | 0       |
| Quelle: pro-football-reference.com |        |        |             |         |         |         |         |               |               |               |               |               |         |         |         |